# Manami Toyota
Manami Toyota (豊田真奈美) es una luchadora profesional japonesa, más conocida por su trabajo en All Japan Women's Pro-Wrestling (AJW). Toyota, es miembro del Wrestling Observer Newsletter Hall of Fame.

## Trayectoria
Manami Toyota debutó el 5 de agosto de 1987 a la edad de 16 años en una pelea contra Sachiko Nakamura. Su gran oportunidad llegó el 6 de mayo de 1989 con el primer Wrestlemarinpiad en el Yokohama Arena. Allí, formó  equipo con Mima Shimoda y las Tokio Sweethearts derrotando a Etsuko Mita y Toshiyo Yamada. La pelea hizo de Toyota  una estrella de movimientos rápidos, frecuentes relevos, maniobras combinadas y muchos near falls. 
Ganó su primer título el 18 de noviembre de 1989, cuando derrotó a Mika Takahashi en el AJW Championship. Defendió el título en tres ocasiones, una de estas con su futura rival Kyoko Inoue (el 1 de agosto de 1990). El 7 de octubre de 1990, ganó a Bison Kimura en el All Pacific Championship, en Tokio. El 17 de marzo de 1991 perdió el  título ante Suzuka Minami.
Toyota formó equipo con Toshiyo Yamada. Inicialmente, siguiendo el éxito de las Tokio Sweethearts, los expertos de AJW auguraron que se convertiría en el nuevo Beauty Pair o Crush Gals. Sin embargo, Toyota y Yamada fueron más rivales que compañeras. Entre 1989 y 1991 lucharon juntas muchas veces. A comienzos de 1992, las dos ganaron su primer campeonato en parejas cuando derrotaron en Tokio a KAORU y Lady Apache por el UWA Women's World Tag Team Championship.
Su rivalidad alcanzó su punto álgido el 15 de agosto de 1992 en una pelea de Cabellera vs. Cabellera. Toyota, a pesar de que ganó la lucha, quiso impedir que a Yamada le raparan la cabeza, al no conseguirlo ella misma quiso cortarse también el cabello.   
Tras esta pelea, las dos luchadoras volvieron a formar equipo y ganaron su primer WWWA World Tag Team Championship en marzo de 1992, derrotando a Jungle Jack (Aja Kong y Bison Kimura) en Tokio El 26 de diciembre, en el evento de la AJW Dreamrush Toyota y Yamada lucharon contra Dynamite Kansai y Mayumi Ozaki en una pelea de dos de tres caídas,  que fue calificada de 5 estrellas por Dave Meltzer del Wrestling Observer Newsletter.
En abril de ese año, Toyota desarrolló su carrera en solitario al derrotar a su rival Kyoko Inoue el 25 de abril en Yokohama por el IWA Singles Championship. Toyota defendió ese título ocho veces a lo largo de 3 años. Finalmente lo perdió el 15 de mayo de 1995  frente a Reggie Bennett. 
En el Dreamslam II, el 11 de abril de 1993, Toyota y Yamada se enfrentaron a JWP, Kansai y Ozaki, en otra aclamada pelea de dos de tres caídas. Toyota y Yamada perdieron, y Kansai y Ozaki obtuvieron su revancha. La lucha concluyó en el evento de la AJW St. Battle Final, el 6 de diciembre de 1993, donde Toyota y Yamada recuperaron sus títulos.
El 24 de agosto de 1994, Toyota se enfrentó una vez más a Kyoko Inoue y la derrotó, acreditándose el IWA y All Pacific Singles Championship. El 9 de octubre de ese mismo año, Inoue obtuvo una pequeña venganza, cuando junto a su compañera Takako Inoue ganaron el WWWA Tag Team Championship a favor de Toyota y Yamada. Toyota luego dejó libre su All Pacific Championship, antes de su primera pelea por el WWWA Heavyweight Championship en contra de Aja Kong en el evento de AJW Queendom III el 26 de marzo de 1995. Toyota llega a la cima de AJW cuando ganó la lucha y se convirtió en la campeona número 39 del WWWA World Heavyweight Championship.
El 7 de mayo, Toyota defendió su título contra su rival Kyoko Inoue en el Korakuen Hall, donde las dos pelearon 60 minutos hasta que se acabó el tiempo y la lucha terminó en empate. A pesar de aplicar piledrivers sobre el piso, suplexes alemanes sobre la cuerda superior y múltiples finishers, ninguna de las dos pudo conseguir la victoria. Pero la pelea fue calificada como pelea del año en 1995 por el Wrestling Observer Newsletter.
Al mes siguiente, Toyota perdió el WWWA Championship frente a la anterior campeona Aja Kong, el 27 de junio. Toyota se recuperó pronto de esta derrota. En 1995, ganó el torneo AJW Grand Prix, asegurando su posición como la retadora número uno por el WWWA Championship. Antes de su oportunidad por el título enfrentó a Akira Hokuto en el evento de AJW Destiny el 2 de septiembre de 1995. El 4 de diciembre, finalmente peleó por el título y derrotó a la entonces campeona Dynamite Kansai para ser campeona por segunda vez.
En los siguientes 12 meses, Toyota defendió exitosamente el título. En diciembre de 1996 se enfrentó a su antigua rival Kyoko Inoue y perdió en una pelea de unificación de los títulos de All Pacific, IWA Women's World y el título de la WWWA.
El 28 de noviembre de 1998, Toyota se enfrentó a la legendaria Chigusa Nagayo en una pelea única de leyendas. Nagayo salió victoriosa en esta pelea de 15 minutos.
Toyota fue traída por Aja Kong a la promoción de Chigusa Nagayo GAEA Japan. Enfrentándose con su antigua compañera de equipo Toshiyo Yamada, así como con Dynamite Kansai. Compitió ahí desde el 2002 hasta el 2004 antes de retirarse.
Toyota detuvo su carrera después de un show homenaje en agosto del 2007, donde compitió en cada pelea. Volvió a la lucha al año siguiente. En una encuesta desarrollada por Wrestling Observer el 20 de marzo de 2009, Toyota fue votada como la mejor luchadora de todos los tiempos, obteniendo un 39.3% de los votos.
El 25 de julio de  2010, se anunció que Toyota lucharía por primera vez en Estados Unidos, luchando en Chikara en septiembre de ese año. El 18 de septiembre de 2010, en Baltimore, Maryland, Toyota derrotó a Daizee Haze en su primera aparición en suelo estadounidense. Al día siguiente en Brooklyn, New York, Toyota y Mike Quackenbush derrotaron a los Bruderschaft des Kreuzes (Claudio Castagnoli y Sara Del Rey) en una pelea en parejas.

## En lucha
- Movimientos finales
  - Japanese Ocean Bomb (Straight jacket reverse powerbomb)
  - Japanese Ocean Queen Bee Bomb (Modified scoop brainbuster)
  - Japanese Ocean Suplex (Double hammerlock bridging German suplex)
  - Japanese Ocean Cyclone Suplex (Bridging straight jacket electric chair drop)
  - Chikara Special (Kneeling leg trap stepover head–hold wrist–lock)
  - Victory Star Drop (Diving backflip piledriver) - innovado

- Movimientos de firma
  - Manami Roll (Flip-over sunset flip)
  - Bridging underhook suplex
  - Leg trap sunset flip powerbomb, algunas veces desde la cuerda superior
  - Missile dropkick, algunas veces al oponente fuera del ring
  - Diving moonsault
  - No-handed springboard somersault plancha

## Campeonatos y logros
- All Japan Women's Pro-Wrestling

- AJW Championship (1 vez)
- All Pacific Championship (2 veces)
- IWA World Women's Championship (1 vez)
- WWWA World Heavyweight Championship (4 veces)
- WWWA World Tag Team Championship (3 veces) - con Toshiyo Yamada (2 veces), y Mima Shimoda (1 vez)
- Japan Grand Prix (1990, 1995, 1998, 1999)

- GAEA Japan

- AAAW Singles Championship (1 vez)
- AAAW Tag Team Championship (1 vez) - con Carlos Amano

- JWP Project

- JWP Open-weight Division Champion (1 vez)
- JWP Tag Team Championship (1 vez) - con Kaoru Ito

- Universal Wrestling Association

- UWA World Tag Team Championship (1 vez) - con Toshiyo Yamada

- Wrestling Observer Newsletter awards

- Pelea 5 estrellas (1992) vs. Toshiyo Yamada el 15 de agosto
- Pelea 5 estrellas (1992) con Toshiyo Yamada vs. Dynamite Kansai & Mayumi Ozaki el 26 de noviembre
- Pelea 5 estrellas (1993) con Toshiyo Yamada vs. Dynamite Kansai & Mayumi Ozaki el 11 de abril
- Pelea 5 estrellas (1993) con Toshiyo Yamada vs. Dynamite Kansai & Mayumi Ozaki el 6 de diciembre
- Pelea 5 estrellas (1994) vs. Kyoko Inoue el 24 de agosto
- Pelea 5 estrellas (1994) vs. Aja Kong el 20 de noviembre
- Pelea 5 estrellas (1995) vs. Kyoko Inoue el 7 de mayo
- Pelea 5 estrellas (1995) con Sakie Hasegawa vs. Kyoko Inoue & Takako Inoue el 30 de agosto
- Pelea 5 estrellas (1995) vs. Akira Hokuto el 2 de septiembre
- Pelea del Año (1993) con Toshiyo Yamada vs. Dynamite Kansai y Mayumi Ozaki
- Pelea del Año (1995) vs. Kyoko Inoue el 7 de mayo, en Tokio, Japón
- Luchador más destacado (1995)
- Wrestling Observer Newsletter Hall of Fame (Class of 2002)